# صفيحة جرينلاند الجليدية
تُشكل صفيحة جرينلاند الجليدية أو نَبْيَق جرينلاند الجليدي (بالجرينلاندية: Sermersuaq) هي كتلة جليدية شاسعة تغطي مساحة 1,710,000 كيلو مترًا مربعًا (660,000 ميلًا مربعًا)، أي ما يقارب نحو 80 % من مساحة جرينلاند.
تُعتبر صفيحة جرينلاند الجليدية ثاني أكبر كتلة جليدية في العالم، بعد صفيحة القارة القطبية الجنوبية الجليدية. يبلغ طول الصفيحة الجليدية نحو 2400 كيلو مترًا (1500 ميلًا) ممتدة في اتجاهي الشمال والجنوب، وعرضها الأعظم نحو 1100 كيلو مترًا (680 ميلًا) عند خط عرض 77 درجة شمالًا، بالقرب من الحافة الشمالية. ويبلغ متوسط ارتفاع الجليد نحو 2135 مترًا (7.005 قدمًا)، والسماكة عمومًا أكثر من 2 كيلومترًا (1.2 ميلًا) وأكثر من 3 كيلو مترًا (1.9 ميلًا) في أقصى نقطة لها. بالإضافة إلى الصفيحة الجليدية الكبيرة، والجليدات الثلجية المعزولة والأغطية الثلجية الصغيرة التي تغطي ما بين (76 - 100) ألف كليو مترًا مربعًا (29 - 39) ألف ميلًا مربعًا حول المحيط الخارجي.
سوف يرتفع منسوب سطح البحر العالمي بمقدار 7.2 مترًا (24 قدمًا)، في حال أُذيب كامل الجليد البالغ حجمه 2,850,000 كيلو مترًا مكعبًا (684 ميلًا مكعبًا). يُشار أحيانًا إلى صفيحة جرينلاند الجليدية بمصطلح «الغطاء الجليدي الداخلي»، أو ما يقابله بالدنماركية «إنلانسيس»، ويُشار إليها أيضًا أحيانًا بمصطلح «الغطاء الجليدي».

## من الناحية العامة
تدل الرواسب الجليدية المتحركة في أعماق البحار والمستخرجة من شمال شرق جرينلاند، في مضيق فرام، وجنوب جرينلاند، على الوجود المستمر بشكل أو بآخر إما لصفيحة جليدية أو صفائح جليدية تغطي أجزاء كبيرة من جرينلاند خلال 18 مليون سنة الأخيرة.
انخفض حجم صفيحة جرينلاند الجليدية بشكل كبير منذ نحو 11 إلى 10 ملايين عامًا مضت. تشكلت صفيحة جرينلاند الجليدية في منتصف العصر الميوسيني من خلال تلاحم الأغطية الجليدية والجليدات الثلجية، بل وحصل تكثيف للتجلد خلال العصر البليوسيني المتأخر. تشكلت مرتفعات كلًا من غرب وشرق جرينلاند نتيجةً لتشكل الصفيحة الجليدية. تُشكل المرتفعات الغربية والشرقية في جرينلاند حواف قارية خاملة رُفعت على مرحلتين زمنيتين، 10 و5 مليون عامًا في العصر الميوسيني.
تُظهر المحاكاة الحاسوبية أن رفع هذه الحواف كان من شأنه أن يُمكّن حدوث التجلد، وذلك عن طريق إنتاج المزيد من الأمطار السطحية، وتبريد درجة حرارة السطح. لا يقل عمر أقدم جليد مُكتشف في الغطاء الجليدي الحالي عن مليون عامًا.
تسبب وزن الجليد في انخفاض مساحة وسط جرينلاند؛ يقع سطح القاعدة الجليدية بالقرب من منسوب سطح البحر في معظم المناطق الداخلية في جرينلاند، ولكن الجبال الجليدية تتشكل حول المحيط، الأمر الذي يحصر الصفيحة على طول حوافها. علمًا أنه ستظهر جرينلاند على شكل أرخبيل في حال اختفى الجليد عنها بشكل مُفاجئ، على الأقل حتى يرفع توازن القشرة الأرضية، سطح الأرض من جديد فوق سطح البحر.
يصل سطح الجليد إلى أقصى ارتفاع له على قبتين ممتدتين من الشمال إلى الجنوب، أو على النتوءات الجبلية. إذ يصل ارتفاع القبة الجنوبية إلى ما يقارب 3000 مترًا (10,000 قدمًا) عند خطوط العرض 63 درجة إلى 65 درجة شمالًا؛ ويصل ارتفاع القبة الشمالية إلى ما يقارب 3,290 مترًا (10,800 قدمًا) عند خط العرض 72 درجة شمالًا (رابع أعلى «قمة» في جرينلاند).
تكون درجات الحرارة على الصفيحة الجليدية بشكل عام أقل بكثير من أي مكان آخر في جرينلاند، إذ يبلغ أدنى متوسط لدرجات الحرارة السنوية فيها نحو (- 31) درجة مئوية (- 24 درجة فهرنهايت) في الجزء الشمالي الأوسط من القبة الشمالية، بل وتبلغ درجات الحرارة أيضًا عند القمة الجنوبية نحو (- 20) درجة مئوية.

## تغيرات الصفيحة الجليدية

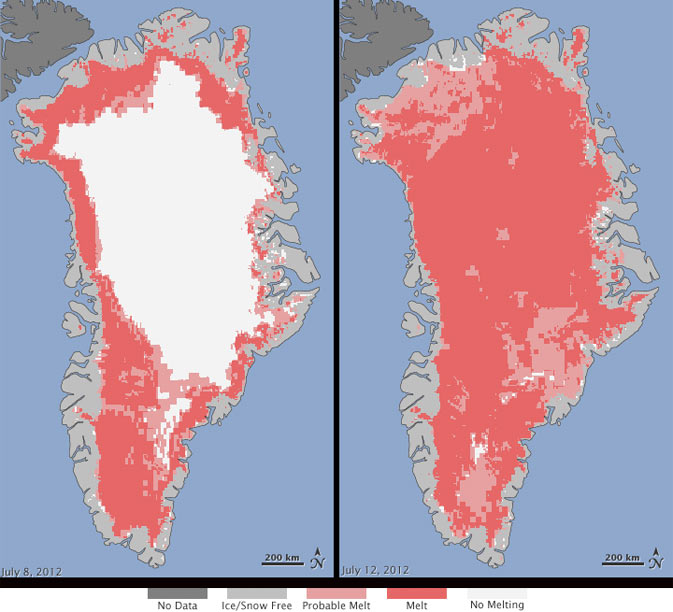
ذوبان جليد صفيحة جرينلاند خلال شهر يوليو من عام 2012

### سجلات الغطاء الجليدي تبعًا لمناخات العقود السابقة
تحتوي الصفيحة الجليدية -التي تكونت منذ أكثر من 100 ألف عام من طبقات الثلج المضغوط- في طبقاتها الجليدية على السجلات الحالية الأكثر قيمةً لمناخات العقود السابقة. ولذلك حفر العلماء في العقود الماضية عينات لبية جليدية يصل عمقها إلى 4 كيلو مترًا (2.5 ميلًا)، حصلوا عبر تحليلها على معلومات تُشكل (دليلًا بديلًا) عن سجل درجات الحرارة العالمي، وحجم المحيط، ومعدل الهطول المطري، وكيمياء الغلاف الجوي الأرضي وتكوين الغازات فيه، والانفجارات البركانية، والتغيرية الشمسية، وإنتاجية سطح البحر، وامتداد الصحراء وحرائق الغابات. يُعتبر هذا التنوع في الدلائل المناخية مُسجل مناخي أكبر من أي مُسجل طبيعي آخر، مثل حلقات الأشجار أو طبقات الرواسب.

### ذوبان الصفيحة الجليدية
يرى العديد من العلماء الذين يدرسون الاستئصال الجليدي في جرينلاند، أن زيادة درجات الحرارة من درجتين وحتى ثلاث درجات، ستؤدي إلى ذوبان كامل الجليد الموجود في جرينلاند. تُعتبر صفيحة جرينلاند الجليدية الواقعة في المنطقة القطبية الشمالية، عُرضةً لتغير المناخ، إذ يُعتقد أن تغير مناخ المنطقة القطبية الشمالية أصبح سريعًا الآن، بل ومن المتوقع حدوث تغييرات قد تسبب تناقص الجليد البحري في القطب الشمالي. شهدت صفيحة جرينلاند الجليدية سجلًا من ذوبان الجليد في السنوات الأخيرة، وقد لُوحظ هذا الذوبان منذ أن بدأت عملية الاحتفاظ بسجلات مُفصّلة عنه، ومن المُرجح أن يُساهم بشكل كبير في ارتفاع منسوب البحر وكذلك في التغييرات المحتملة في دوران تيارات المحيط في المستقبل في حال استمراه على هذا المنوال.
تقول الدراسات إن مساحة الصفيحة الجليدية التي تعاني من الذوبان قد زادت بنحو 16 % بين عام 1979 (عندما بدأ تسجيل القياسات) وعام 2002 (أحدث البيانات المُسجلة)، إذ حطمت منطقة الذوبان في عام 2002 جميع الأرقام القياسية السابقة. و كشفت دراسة منشورة في دورية "نيتشر" العلمية في يناير 2024 أن صفيحة جرينلاند الجليدية فقدت 5091 كيلومترا مربعا من مساحتها بين عامي 1985 و2022، وذلك في أول تقدير كامل لمساحة الغطاء الجليدي المفقود.
ازداد عدد الزلازل الجليدية بشكل كبير بين عامي 1993 و2005 في جليدة هيلهايم الثلجية، وفي الجليدات الثلجية الموجودة في شمال غرب جرينلاند، بل وتشير التغيرات الشهرية المُقدرة في عام 2006 لكتلة صفيحة جرينلاند الجليدية، إلى ذوبانها بمعدل 239 كيلو مترًا مُكعبًا (57 ميلًا مُكعبًا) سنويًا. تُشير دراسة أحدث -مبنية على البيانات المُعاد معالجتها والمُحسنة بين عامي 2003 و2008- إلى أن متوسط الذوبان يبلغ 195 كيلو مترًا مُكعبًا (47 ميلًا مُكعبًا) سنويًا. جاءت هذه القياسات من (القمر الصناعي المُخصص لتغطية حقل الجاذبية واختبار المناخ) والتابع لوكالة الفضاء الأمريكية، والذي أُطلق في عام 2002، وفقًا لتقرير نشرته البي بي سي (BBC).
أظهرت دراسة نشرت في رسائل الأبحاث الجيوفيزيائية (سبتمبر 2008) -بالاعتماد على بيانات اثنين من الأقمار الصناعية المُراقبة للكرة الأرضية، وهما قمر الجليد والغيوم ومنسوب الأرض الصناعي، والمُستشعر المُتقدم لقياس الانبعاث الحراري والانعكاس الإشعاعي- أن ما يقارب 75 % من فقدان الجليد في جرينلاند يمكن إرجاعه إلى الجليدات الثلجية الساحلية الصغيرة.
سوف ترتفع مناسيب البحار العالمية نحو 7.2 مترًا (24 قدمًا) في حال ذوبان كامل الجليد البالغ مساحته 2,850,000 كيلو مترًا مُكعبًا (684,000 ميلًا مُكعبًا).
تزايدت المخاوف في الآونة الأخيرة من أن التغير المناخي المستمر سيدفع صفيحة جرينلاند الجليدية لأن تتجاوز عتبة التجلد الدُنيا التي يصبح فيها ذوبان الجليد على المدى الطويل أمرًا محتومًا. تتوقع نماذج الاحتباس الحراري المحلي في جرينلاند ارتفاعًا في درجات الحرارة من 3 درجات مئوية (5 فهرنهايت) وحتى 9 درجات مئوية (16 فهرنهايت) في هذا القرن.